# Rıdvan Sağlam
Rıdvan Sağlam (* 7. Jänner 1988 in Bregenz) ist ein österreichisch-türkischer Fußballspieler.

## Karriere
Sağlam kam als Sohn türkischstämmiger Eltern im österreichischen Bregenz auf die Welt und erlernte hier in den Nachwuchsabteilungen örtlicher Amateurvereine das Fußballspielen. Anschließend spielte er bei SC Bregenz/AKA Vorarlberg bei den 1. Männern. 2007 wechselte er in die Türkei und heuerte bei Sürmenespor an. Nach einem Jahr zog er zu Karsspor weiter.
Ab 2009 spielte Sağlam vier Jahre für den zentralanatolischen Verein Konya Şekerspor.
Zur Saison 2013/14 wechselte er zum Drittligisten Giresunspor. Mit diesem Klub beendete er die Saison als Meister der TFF 2. Lig und stieg in die TFF 1. Lig auf. In der Sommertransferperiode 2016 wurde er vom Viertligisten Darıca Gençlerbirliği verpflichtet.

## Erfolge
Mit Giresunspor
- Meister der TFF 2. Lig und Aufstieg in die TFF 1. Lig: 2013/14